# Camellia Bowl 2015
Match précédent Match suivant
Le Camellia Bowl 2015 est un match de football américain de niveau universitaire joué après la saison régulière de 2015, le 19 décembre 2015 au Cramton Bowl à Montgomery en Alabama. 
Il s'agissait de la 2e édition du Camellia Bowl.
Le match a mis en présence les équipes de Appalachian State issue de la Sun Belt Conference et de Ohio issue de la MAC.
Il a débuté à 16 h 30, heure locale, et a été retransmis en télévision sur ESPN.
Sponsorisé par la société Raycom Media, le match fut officiellement dénommé le Raycom Camellia Bowl 2015.
Appalachian State gagne le match sur le score de 31 à 29.

## Présentation du match
| Équipes | Conférences             | Entraîneurs       | Stats. saison rég. |
| --- | ----------------------- | ----------------- | ------------------ |
| Mountaineers d'Appalachian State                                                                             | Sun Belt Conference     | Scott Satterfield | 10-2               |
| Bobcats de l'Ohio                                                                                            | Mid-American Conference | Frank Solich      | 8-4                |
| - Arbitre : Todd LaPenta (AAC) - Équipe donnée favorite par les bookmakers : Appalachian State par 7½ points |                         |                   |                    |

Il s'agit de la 1re rencontre entre ces deux équipes.

### Mountaineers d'Appalachian State
Avec un bilan global en saison régulière de 10 victoires et 2 défaites, Appalachian State est éligible et accepte l'invitation pour participer au Camellia Bowl de 2015.
Ils terminent 2e de la Sun Belt derrière Arkansas State avec un bilan de matchs de conférence de 7 victoires pour une défaite.
À l'issue de la saison 2015 (bowl compris), ils n'apparaissent pas dans les classements CFP, AP et Coaches.
Il s'agit de leur 1er apparition à un Bowl d'après saison, n'étant membre de la  Division I (FBS) de NCAA que depuis 2 saisons..

### Bobcats de l'Ohio
Avec un bilan global en saison régulière de 8 victoires et 4 défaites, Ohio est éligible et accepte l'invitation pour participer au Camellia Bowl de 2015.
Ils terminent 2e de la East Division de la Mid-American Conference derrière Bowling Green, avec un bilan en division de 5 victoires et 3 défaites.
À l'issue de la saison 2015 (bowl compris), ils n'apparaissent pas dans les classements CFP, AP et Coaches.
Il s'agit de leur 6e apparition sur les sept dernières saisons avec à leur tête l’entraîneur Frank Solich.

## Résumé du match
Température de 11 °C, vent de nord-ouest, 5 km/h, temps ensoleillé.
Coup d'envoi du match à 16 h 40 locales, fin à 20 h 19 locales pour une durée totale de jeu de 3 h 39 heures.
| QT          | Temps       | Drive       | Drive       | Drive       | Équipe      | Description de l'action | Score | Score |
| ----------- | ----------- | ----------- | ----------- | ----------- | ----------- | --- | ----- | ----- |
| QT          | Temps       | Jeux        | Yards       | TDP         | Équipe      | Description de l'action | OHIO  | APP   |
| 1           | 07:17       | 4           | 66          | 01:31       | APP         | TD à la suite d'une course de 21 yards par QB Lamb, Taylor + 1 point de conversion par kicker Matics, Zach                                  | 0     | 7     |
|             |             |             |             |             |             | |       |       |
| 2           | 01:31       | 11          | 45          | 05:56       | OHIO        | FG de 36 yards par kicker Azdani, J. | 3     | 7     |
| 2           | 01:23       | -           | -           | -           | OHIO        | FG à la suite d'une interception retournée sur 20 yards par LB Poling, Quentin + 1 point de conversion par kicker Yazdani, J.               | 10    | 7     |
| 2           | 00:20       | 2           | 23          | 00:19       | OHIO        | TD à la suite d'une course de 7 yards par RB Ouellette, A.J. + 1 point de conversion par kicker Yazdani, J.                                 | 17    | 7     |
|             |             |             |             |             |             | |       |       |
| 3           | 08:06       | -           | -           | -           | OHIO        | TD à la suite d'un fumble adverse et d'une course de 45 yards par LB Johnson, Jovon + 1 point de conversion par kicker Yazdani, J.          | 24    | 7     |
|             |             |             |             |             |             | |       |       |
| 4           | 13:52       | 11          | 97          | 04:46       | APP         | TD de 17 yards par TE Burns, Barrett à la suite d'une réception de passe de QB Lamb, Taylor + 1 point de conversion par kicker Matics, Zach | 24    | 14    |
| 4           | 13:10       | 1           | 26          | 00:07       | APP         | TD à la suite d'une course de 26 yards par RB Cox, Marcus + 1 point de conversion par kicker Matics, Zach                                   | 24    | 21    |
| 4           | 11:56       | 4           | 47          | 01:02       | APP         | TD de 8 yards par TE Burns, Barrett à la suite d'une réception de passede QB Lamb, Taylor 1 point de conversion par kicker Matics, Zach     | 24    | 28    |
| 4           | 06:06       | -           | -           | -           | OHIO        | Safety réussi par LB Johnson, Jovon | 26    | 28    |
| 4           | 01:47       | 8           | 51          | 04:19       | OHIO        | FG de 21 yards par kicker Yazdani, J. | 29    | 28    |
| 4           | 00:00       | 9           | 73          | 01:47       | APP         | FG de 23 yards par kicker Matics, Zach | 29    | 31    |
| Score final | Score final | Score final | Score final | Score final | Score final | Score final | 29    | 31    |

## Statistiques
| Statistiques                           | OHIO                   | APP                    |
| -------------------------------------- | ---------------------- | ---------------------- |
| 1er downs                              | 15                     | 24                     |
| Conversion de 3e Down                  | 3/14                   | 5/13                   |
| Conversion de 4e Down                  | 1/1                    | 0/1                    |
| Jeux–yards                             | 65 jeux pour 272 yards | 75 jeux pour 427 yards |
| Yards à la course                      | 107                    | 303                    |
| Yards à la passe                       | 165                    | 124                    |
| Passes : Réussies-Tentées-Interceptées | 15/29, 2 int.          | 13/26, 1 int.          |
| Réussite en zone rouge/chances         | 3/4                    | 3/4                    |
| TD                                     | 3                      | 4                      |
| Field Goals                            | 2/2                    | 1/3                    |
| Sacks (Nombre-Yards perdus)            | 2 pour 10 yards perdus | 2 pour 12 yards perdus |
| Fumbles (Nombre/Perdus)                | 2/1                    | 2/2                    |
| Pénalités (Nombre/Yards perdus)        | 7 pour 85 yards perdus | 9 pour 80 yards perdus |
| Temps de possession                    | 30:06                  | 29:54                  |

| Nom        | Équipe | Poste                            |
| ---------- | ------ | -------------------------------- |
| Marcus Cox | RB     | Mountaineers d'Appalachian State |

| Quaterbacks         |                  |                                                |
| OHIO                | Sprague, J.D.    | 14/28, 2 int., 132 yards, 0 TD, 2 sacks subis  |
| APP                 | Lamb, Taylor     | 13/26, 1 int., 124 yards, 2 TDs, 2 sacks subis |
| Meilleurs Coureurs  |                  |                                                |
| OHIO                | Ouellette, A.J.  | 14 courses pour 45 yards et 1 TD               |
| APP                 | Cox, Marcus      | 24 courses pour 162 yards et 1 TD              |
| Meilleurs Receveurs |                  |                                                |
| OHIO                | White, Papi      | 4 réceptions pour 32 yards                     |
| APP                 | McElfresh, Simms | 5 réceptions pour 42 yards                     |
| Meilleurs Défenseur |                  |                                                |
| OHIO                | Davis, Toran     | 10 tacles dont 4 en solo                       |
| APP                 | Stringer, Devan  | 6 tacles dont 4 en solo                        |